# Jean-Marc Caré
Pour les articles homonymes, voir Caré.
Jean-Marc Caré, né le 18 juin 1944, est un écrivain français spécialisé dans le Français langue étrangère, il fut formateur en didactique du FLE, chargé d’études au BELC (Bureau d'Étude des Langues et des Cultures) du CIEP, il s’est spécialisé dans l’exploitation de la créativité et des jeux. Avec Francis Debyser, il a publié de nombreux ouvrages et articles dans ce domaine dans la collection Hachette FLE ainsi que dans la revue Le Français dans le monde.